# Linda Maria Baros
Linda Maria Baros, née le 6 août 1981 à Bucarest, est une poétesse, essayiste et traductrice franco-roumaine. « Poète hors du commun » dont l'« œuvre magistrale d'audace surprend tant elle est imprévisible, rêveuse et tranchante à la fois », elle est l'« une des voix littéraires les plus affirmées d'aujourd'hui ».
Ses recueils de poèmes, parmi lesquels figurent notamment Le Livre de signes et d'ombres, La Maison en lames de rasoir, L’Autoroute A4 et autres poèmes et La nageuse désossée. Légendes métropolitaines, ont été très remarquées autant dans l'espace francophone qu'à l'étranger. Ses poèmes ont, d'ailleurs, été traduits et publiés dans 40 pays.
Parallèlement, elle a écrit du théâtre, de même que deux ouvrages de critique littéraire, et a traduit une quarantaine de livres. Docteur en littérature comparée de l'Université Paris-Sorbonne et de l'Université de Bucarest, elle se consacre, en égale mesure, à la recherche.
Linda Maria Baros est lauréate et secrétaire générale du prestigieux prix Guillaume-Apollinaire, rapporteur général de l'Académie Mallarmé et vice-présidente du PEN Club français. Depuis le 1 er juillet 2024, elle est la nouvelle directrice artistique de l'association Le Printemps des Poètes.
Elle vit à Paris, où elle dirige les Éditions La Traductière, la revue de poésie et d'art visuel La Traductière et Poésie Poetry Paris / Festival franco-anglais de poésie.
Elle rédige une lettre ouverte "à ceux qui veulent que la poésie décoiffe" sur En attendant Nadeau.

## Biographie
Après avoir suivi les cours de l'École centrale de Bucarest et du lycée Victor Duruy à Paris, Linda Maria Baros a étudié les lettres modernes et la littérature comparée à l'Université Paris-Sorbonne. Depuis 2011, elle est docteur en littérature comparée (mention « très honorable avec félicitations du jury à l'unanimité » – summa cum laude) de l'Université Paris-Sorbonne et de l'Université de Bucarest, ainsi que secrétaire générale du Collège de littérature comparée à Paris.
Linda Maria Baros a occupé ou occupe toujours diverses fonctions au sein de plusieurs jurys littéraires, festivals, revues, etc.:
- Directrice artistique du Printemps des Poètes depuis juillet 2024
- Vice-présidente du PEN Club français, Paris, depuis 2019 ; membre du comité du PEN Club français depuis 2018
- Collaboratrice permanente du journal littéraire Luceafărul de dimineaţă, Union des écrivains de Roumanie, Bucarest, depuis 2017 – actuellement responsable de la rubrique Poeţii care schimbă dona (Les poètes qui changent la donne)[7]
- Rapporteur général de l’Académie Mallarmé, Paris, depuis 2016 ; membre titulaire de l’Académie Mallarmé depuis 2013 ; membre du jury du prix Mallarmé depuis 2013  [8]
- Directrice de la maison d’édition La Traductière, Paris, depuis 2016 [9]
- Directrice du Poésie Poetry Paris / Festival franco-anglais de poésie, Paris, depuis 2015[10]
- Secrétaire générale du Prix Guillaume-Apollinaire, Paris, depuis 2014; membre du jury depuis 2011[11]
- Rédactrice en chef de la revue internationale de poésie et art visuel La Traductière, Paris, depuis 2013[12]
- Membre du jury du Prix Max-Pol Fouchet, France, 2010 - 2012
- Ambassadrice culturelle de la Roumanie dans le cadre de la Saison culturelle européenne, France, 2008
- Initiatrice et coorganisatrice du Festival Primavara Poeţilor/Le Printemps des Poètes en Roumanie, 2005 – 2012.

## Œuvres
Linda Maria Baros a fait ses débuts littéraires en 1988 dans l’une des revues littéraires bucarestoises les plus connues.[Laquelle ?]

### Poésie
- La Nageuse désossée, légendes métropolitaines, Le Castor Astral, Paris, France  (ISBN 9791027802579)
- L’Autoroute A4 et autres poèmes, Éditions Cheyne, France, 2009  (ISBN 9782841161478)
- La Maison en lames de rasoir, Éditions Cheyne, France, 2006, 2008  (ISBN 9782841161164). Recueil paru également en roumain: Casa din lame de ras, Cartea Românească, Bucarest, 2008  (ISBN 9789732316023)
- Le Livre de signes et d’ombres, Éditions Cheyne, France, 2004  (ISBN 9782841160969). Recueil paru également en roumain : Dicţionarul de semne şi trepte, Junimea, Iaşi, 2005
- Poemul cu cap de mistreț (Le poème à tête de sanglier), Editura Vinea, Bucarest, 2003
- Amurgu-i departe, smulge-i rubanul! (Il est loin le soleil couchant, arrache-lui le ruban!), Bucarest, 2001

Les poèmes de Linda Maria Baros ont été publiés dans 39 pays. Ses écrits ont été projetés sur des façades d'immeubles, imprimés sur des robes, des ponchos, des T-shirts, des parapluies, des chaussures de luxe, mis en musique ou bien — à la commande du musée Rimbaud — gravés en 2011 sur des chaises en acier inoxydable (une œuvre du sculpteur Michel Goulet).
Elle a signé une dizaine de livres d'artiste, réalisés en collaboration avec des plasticiens français.
Linda Maria Baros a participé à plus de 90 festivals de poésie et à plus de 1 000 lectures publiques.

### Linda Maria Baros en traduction (sélection)
- Hongrie: Borotvapengeház (La Maison en lames de rasoir), traduction par Halmosi Sándor, Ab Art Kiadó, Budapest, Hongrie, 2020[15],[16] (ISBN 9786150047133)
- Pays-Bas: Het huis van scheermesjes (La Maison en lames de rasoir), traduction par Jan H. Mysjkin, Uitgeverij Vleugels, Amsterdam, Pays-Bas, 2018 [17],[18] (ISBN 9789078627623)
- Inde: হাইওয়ে A4 ও অন্যান্য কবিতা (L’Autoroute A4 et autres poèmes), traduction par Shuhrid Shahidullah, Bhashalipi, Calcutta, Inde, 2018
- Bulgarie: Обезкостената плувкиня. Легенди от метрополисаv (La nageuse désossée. Légendes métropolitaines), traduction par Vanina Bozikova, FLB, Sofia, Bulgarie, 2018[19],[20],[21] (ISBN 9789546771001)
- Albanie: Shtëpia me brisque rroje (La Maison en lames de rasoir), traduction par Luan Topçiu, Albas, Tirana, Albanie, 2018, Prix national de littérature de l’Albanie, dans la catégorie Traductions[22],[23] (ISBN 9789928258663)
- Bangladesh: রেজর ব্লেডে তৈরি বাড়ি (La Maison en lames de rasoir), traduction par Shuhrid Shahidullah, Ulukhar, Dhaka, Bangladesh, 2017
- Slovénie: Hiša iz rezil britve (La Maison en lames de rasoir), traduction par Barbara Pogačnik, Hyperion, Ljubljana, Slovénie, 2016  (ISBN 9789616938211)
- Suède: Fem dikter  (Cinq poèmes), Littfest & Versopolis, chapbook, édition trilingue (français-suédois-anglais), traduction par Hillevi Hellberg pour la version suédoise, traduction par Alistair Ian Blyth et Liliana Ursu pour la version anglaise, Umeå, Suède, 2016
- Belgique: De A4 Autoweg en andere gedichten (L’Autoroute A4 et autres poèmes), traduction par Jan H. Mysjkin, Poëziecentrum, Anvers, Belgique, 2014
- Lettonie : Bārdasnažu asmeņu nams (La Maison en lames de rasoir), traduction Dagnija Dreika, Daugava, Riga, Lettonie 2011[24]  (ISBN 9789984410531)
- Bulgarie : Къща от бръснарски ножчета (La Maison en lames de rasoir), traduction Aksinia Mihailova, Fondation pour la Littérature Bulgare, Sofia, Bulgarie, 2010[25]  (ISBN 9789789546770)

### Théâtre
- Marile spirite nu se ocupă niciodată de nimicuri (Les Grands Esprits ne s'attachent jamais aux bagatelles), Editura Muzeul Literaturii Române, Bucarest, 2003
- A venit la mine un centaur..., META, Bucarest, 2002. Pièce de théâtre parue également en français: Un centaure est venu chez moi..., META, Bucarest, 2002

### Pages critiques
- Passer en carène, Editura Muzeul Literaturii Române, Bucarest, 2005
- Les Recrues de la damnation, Editura Muzeul Literaturii Române, Bucarest, 2005

Linda Maria Baros a signé le chapitre Le mythe d’Icare à l’aune du nouveau lyrisme. Tradition ascensionnelle versus descente dans le réel, publié dans l'ouvrage scientifique Myths in Crisis. The Crisis of Myth (José Manuel Losada et Antonella Lipscomb éd., Cambridge Scholars Publishing, Grande-Bretagne, 2015,  (ISBN 9781443878142)) ainsi que le chapitre Protéisme poétique, paru dans Métamorphoses: corps, arts visuels et littérature. La traversée des genres (Margaret Gillespie, Nanta Novello Paglianti et Michel Collet éd., Éditions Orbis Tertius, France, 2019,  (ISBN 9782367831145)).
Par ailleurs, elle a publié une vingtaine d'articles scientifiques dans des revues de spécialités, a soutenu quatre conférences plénières et a participé à une vingtaine de colloques autant en France que dans d'autres pays.

### Traductions
Linda Maria Baros a traduit une quarantaine de livres en français ou en roumain, dont :
- Souterraines, Mircea Bârsilă, anthologie poétique, préface, choix et traduction par Linda Maria Baros, La rumeur libre, France, 2017  (ISBN 9782355771408)
- Larmoire de textes, Hélène Cixous, essais et poésie, édition bilingue (français-roumain), trad. Linda Maria Baros pour les poèmes, Éditions Transignum, France, 2016  (ISBN 9782915862324)
- Ce que disent peut-être les mains, Yves Namur, livre d’artiste, édition trilingue (français-roumain-italien), trad. Linda Maria Baros pour la version roumaine, Éditions Transignum, France, 2015  (ISBN 9782915862249)
- L’Apocalypse selon Marta, Marta Petreu, éditions Caractères, France, 2013[26]
- Je guéris avec ma langue, Floarea Ţuţuianu, Editions Caractères, France, 2013[27]
- Chaosmos, Magda Cârneci, anthologie poétique, traduction par Linda Maria Baros et l’auteur, Éditions de Corlevour, France, 2013  (ISBN 9782915831764)
- Anthologie de la poésie roumaine contemporaine. 1990-2013 (13 auteurs, Tracus Arte, Roumanie, 2013)[28].
- Je mange mes vers / Îmi mănânc versurile, Angela Marinescu, Éditions L’Oreille du Loup, France, 2011[29].
- Sans issue / Fără iesire, Ioan Es. Pop, Éditions L’Oreille du Loup, France, 2010[30].
- Travaux en vert. Mon plaidoyer pour la poésie, Simona Popescu, recueil de poèmes, édition trilingue (roumain-français-allemand), trad. par Linda Maria Baros, Magda Cârneci, Werner Dürsson, Alain Lance, Jean Portante et Lionel Ray, Éditions PHI & Institut Pierre Werner, Luxembourg, 2007  (ISBN 9782879622262)
- Attention, Tsiganes ! Histoire d’un malentendu, Corina Ciocârlie et Laurent Bonzon éd., publication scientifique, édition bilingue (français-allemand), trad. Linda Maria Baros pour la version française, musée d’histoire de la Ville de Luxembourg, Luxembourg, 2007  (ISBN 9782919878970)
- Les recueils de poèmes 11 élégies et Une Vision des sentiments dans Les non-mots et autres poèmes, Nichita Stănescu, anthologie poétique, éditions Textuel, France, 2005  (ISBN 9782845971592)
- Laudă bucătăriei de ţară (Éloge pour une cuisine de privince), Guy Goffette, recueil de poèmes, AMB, Roumanie, 2005  (ISBN 9738620376)
- Ordinul focului (L’Ordre du feu), Collette Nys-Mazure, anthologie poétique, choix et traduction par Linda Maria Baros, AMB, Roumanie, 2005
- Une Vision des sentiments/O viziune a sentimentelor, Nichita Stănescu, recueil de poèmes, édition bilingue, trad. Linda Maria Baros, Roxana Ologeanu et Iulia Tudos-Codre, Autres Temps, France, 2003  (ISBN 9782845211391)
- Un oarecare Plume/Un certain Plume, Henri Michaux, recueil de poèmes, édition bilingue, trad. Linda Maria Baros, Alina Ioana Filioreanu et Adrian Cristea, Editura Paralela 45, Roumanie, 2002, 2004  (ISBN 9789735936600)Les
- N-aş prea vrea ca s-o mierlesc/Je voudrais pas crever, Boris Vian, recueil de poèmes, édition bilingue, trad. Linda Maria Baros et Georgiana Banu, Editura Paralela 45, Roumanie, 2002, 2004, 2006  (ISBN 9789736977169)

En 2008, elle a créé la bibliothèque numérique ZOOM qui réunit une partie de ses traductions (140 auteurs publiés).

### Revues
Linda Maria Baros a publié des poèmes dans les revues ou les journaux.

## Postérité de l'œuvre

### Dans des manuels scolaires
- Le poème Les Chevaux de mine de Linda Maria Baros a été inclus dans Limba si literatura româna. Manual de clasa a XII-a (La langue et la littérature roumaine. Manuel pour la classe terminale), Editura Paralela 45, Roumanie, 2007.  (ISBN 978-973-47-0141-4)

### Dans des anthologies
Les poèmes de Linda Maria Baros ont été publiés dans plus de 70 anthologies, parmi lesquelles : 
- Le désir en nous comme un défi au monde, Le Castor Astral, France, 2021[33]

- Oser encore, Érès, France, 2020[34]

- Nous, avec le poème comme seul courage, Le Castor Astral, France, 2020[35]

- Grand Tour: Reisen durch die junge Lyrik Europas, Jan Wagner et Federico Italiano éd., trad. Jan Wagner, Carl Hanser Verlag, Allemagne, 2019[36]

- Pour avoir vu un soir la beauté passer, Le Castor Astral, France, 2019[37]

- Anthologie du Festival international Le Printemps européen des Poètes, Tipo Moldova, République de Moldavie, 2019
- Jade Sihui Women’s Poetry Anthology, Institut poétique de Chine, Chine, 2018
- La Poésie française 100 ans après Apollinaire, Maison de Poésie, France, 2018[38]

- L’Ardeur. ABC poétique du vivre mieux, Bruno Doucey, France, 2018[39]

- Pff, ça sert à quoi la poésie?!, Rue du monde, France, 2018[40]

- Duos. 118 jeunes poètes de langue française né(e)s à partir de 1970, in Bacchanales, n° 59, Maison de la poésie Rhône-Alpes, France, 2018[41]

- 28 plumes et 1 pinceau. Voyage en pays végétal, avec des peintures de Pierre Zanzucchi, La Feuille de thé, France, 2018
- 잊혀진, 잊히지 않는(The Forgotten and the Unforgettable), trad. Hyounjin Ju, LTI Korea, Corée du Sud, 2016[42]

- The Forgotten and the Unforgettable, trad. Alistair Ian Blyth, Corey Miller et Liliana Ursu, LTI Korea, Corée du Sud, 2016[43]

- Uluslararasi Eskişehir Șiir Buluşmasi, trad. Bahadir Gülemz, International Eskişehir Poetry Festival, Turquie, 2016[44]

- Lignes de cœur, Le Castor Astral, France, 2016[45]

- Poetry from Five Continents, trad. Nadica Nikoloska, Struga Poetry Evenings, Macédoine, 2015
- Je rêve le monde, assis sur un vieux crocodile, Rue du monde, France, 2015[46]

- Le Panorama des poètes, Lemieux éditeur, France, 2015[47]

- Liberté de créer, liberté de crier, PEN Club & Sofia & Éditions Henry, France, 2014[48]

- Affiche ton poème! 30 poètes pour le droit des enfants à la poésie, album, Rue du monde, France, 2014[49]

- Poesia romena. Sogno, Suono, Segno, trad. Geo Vasile, Il Foglio Letterario, Italie, 2014
- Les rencontres poétiques franco-chinoises, trad. Shu Cai, Zhongkun, Chine, 2014
- Cartea poeziei 2013, Editura Lumina, République de Moldavie, 2013
- VERSschmuggel/réVERSible, avec CD, trad. Ulrike Almut Sandig, Wunderhorn & La passe du vent, Allemagne/France, 2012[50]

- Alchimie des ailleurs, album, Musée Arthur Rimbaud & Silvana Editoriale, France, 2012
- Pas d’ici, pas d’ailleurs, Voix d’encre, France, 2012[51]

- Resistenze bruciate. Da Angela Marinescu a Linda Maria Baros, anthologie, Edizioni Akkuaria, Catanie, Italie, 2012 - 11 poètes[52]
- Pas d’ici, pas d’ailleurs - athologie poétique francophone de voix féminines contemporaines, Éditions Voix d’encre, France, 2012[53]
- Poeti romena al bivio : continuita e rottura (Poètes roumains à la croisée des chemins : continuité et rupture), anthologie, Editura Scrisul românesc, Roumanie, 2012 - 25 poètes[54]
- Zeitkunst. Internationale Literatur, anthologie, Verlagshaus J. Frank & Edition Polyphon, Allemagne, 2011[55]
- Les Très riches heures du Livre pauvre, album, Éditions Gallimard, France, 2011[56]
- La poésie érotique féminine française contemporaine, Hermann, France, 2011[57]
- The International Days and Nights of Literature, Uniunea Scriitorilor din România, 2011[58]
- "Europski glasnik", Hrvatsko drustvo pisaca, Zagreb, Croatie, 2010[59]
- Runoilevien naisten kaupunki, Tammi, Helsinki, Finlande, 2010[60]
- Cheyne, 30 ans, 30 voix, Jean-François Manier, éd. Cheyne, France, 2010[61]
- Poezia antiutopica, anthologie de Daniel D. Marin, Paralela 45, Roumanie, 2010[62]
- Couleurs femmes, Le Castor Astral & Le Nouvel Athanor, France, 2010[63]
- "Entre estas aguas : poetas del mundo latino 2009", Monterrey, Mexico, 2010[64]
- Anthologie de la poésie amoureuse, Marc Alyn éd., Écriture, France, 2010[65]
- Kijk, het heeft gewaaid, Poetry International, Rotterdam, Pays-Bas, 2009[66]
- Ailleurs 2008. Une année en poésie, Musée Arthur Rimbaud, Charleville-Mézières, France, 2009
- Poésies de langue française. 144 poètes d’aujourd’hui autour du monde, Stéphane Bataillon, Sylvestre Clancier et Bruno Doucey éd., Éditions Seghers, France, 2008[67]
- Poesía francesa contemporánea. Diecisiete poetas (La Poésie française contemporaine. Dix-sept poètes), Lionel Ray éd., Éditions Lancelot, Espagne, 2008[68]
- Poëzie van dichters uit de hele wereld. Poetry International 2008, anthologie publiée dans le cadre du Festival Poetry International, Rotterdam, Pays-Bas, 2008
- Voix de la Méditerranée, 2008, Éditions Clapas, France
- Literatura tânara 2007 (La jeune littérature 2007), Union des Écrivains de Roumanie, 2007
- VERSUs/m - Zoom 2007, Editura Exigent, Roumanie, 2007
- L’année poétique 2005, Patrice Delbourg et Jean-Luc Maxence éd., Éditions Seghers France, 2006[69]

## Prix et distinctions

### Prix littéraires
- Prix de traduction Les Plumes de l'Axe, 2001
- Prix de Poésie de la Commission culturelle de l’université de Paris-Sorbonne, Paris-IV, dans le cadre du festival Le Printemps des Poètes, France, 2001
- Prix de traduction de l’Académie internationale Mihai-Eminescu, Roumanie, 2002
- Prix de la Vocation en poésie - pour Le Livre de signes et d’ombres, Éditions Cheyne, 2004[70]
- Prix Guillaume-Apollinaire pour La Maison en lames de rasoir, Éditions Cheyne, 2007[71],[72]
- Prix national de poésie Ion-Minulescu, Roumanie, 2008
- Grand prix de poésie Nichita Stănescu, Union des écrivains de la République de Moldavie, 2013
- Grand prix de poésie 2020 de la Société des gens de lettres pour La Nageuse désossée[73].

### Bourses et ateliers de traduction
- "VERSschmuggel", Berlin (Allemagne), 2011[74]
- Vertalershuis (La Maison des Traducteurs), Amsterdam (Pays-Bas), 2007
- Centre culturel de rencontre Abbaye de Neumünster (Luxembourg), 2006
- Le 3e atelier de traduction de poésie « Le bateau doré » (Slovénie), 2005
- Collège européen des traducteurs littéraires de Seneffe (Belgique), 2003

### Invitations à des festivals internationaux
- Acadie Rock, Acadie, Canada, 2013[75]
- Festival acadien de Caraquet, Nouveau-Brunswick, Canada, 2013[76]
- Festival international Voix de la Méditerranée, Lodève, France, 2013[77]
- Biennale de la poésie / Poètes du monde, Saint-Quentin-en-Yvelines, France, 2013
- Primavara europeana a poeziei, Chisinau & Soroca, République de Moldavie, 2013
- Le Festivalul franco-anglais de poésie, France, 2013
- Le Printemps des Poètes, France, 2013[78]
- Littératures étrangères, Audincourt, France, 2012[79]
- International Novi Sad Literature Festival, Serbia, 2012
- Voix de la Méditerranée, Lodève, France, 2012
- Le Printemps des Poètes, Paris, France, 2012
- Zeitkunst Festival, Allemagne, 2011[80]
- Encuentro de Poetas del Mundo Latino, Mexique, 2011[81]
- Le Festival Voix de la Méditerranée, Lodève, France, 2011[82]
- Poesiefestival, Berlin, Allemagne, 2011[83]
- Le Festival international Zile şi nopţi de literatură de Neptun, Roumanie, 2011[84]
- Le Festival MidiMinuitPoésie, Nantes, France, 2010
- La Biennale Internationale de Poésie, Liège, Belgique, 2010
- Voix de la Méditerranée, Lodève, France, 2010
- Le Festival International de Poésie Wallonie-Bruxelles, Namur, Belgique, 2010
- Le Festival franco-anglais de poésie, (France, 2010
- Le Printemps des Poètes, France, 2010
- Le Festival À vous de lire, France, 2010
- Le Festival DécOUVRIR, Concèze, France, 2010
- La Biennale de la poésie, Saint-Quentin-en-Yvelines, France, 2009[85]
- Le Printemps des Poètes, France, 2009
- Paris en toutes lettres, France, 2009
- Lectures sous l’Arbre, France, 2009
- Festival International de la Poésie, Trois-Rivières Québec, Canada, 2008
- Poetry International, Rotterdam, Pays-Bas, 2008[86].
- Voix de la Méditerranée, Lodève, France, 2008
- Primavera dei Poeti, Italie, 2008
- Le Printemps Balkanique. Insolite Roumanie, France, 2008
- La Mar de Letras, Cartagène, Espagne, 2008
- Le Printemps des Poètes, France, 2008
- World Poetry Day, Belgrade, Serbie, 2008
- Le Printemps des Poètes, Luxembourg, 2008
- Le festival Dacia - Méditerranée, France, 2007
- Lectures sous l’Arbre, France, 2007
- Le Printemps des Poètes, France, 2007
- Le festival international de poésie de Teranova, France, 2006
- Le festival international « Odyssée », Amman, Jordanie, 2005
- La Biennale Internationale de Poésie, Liège, Belgique, 2005
- Le Printemps des Poètes, Paris, France, 2005
- Le Festival international de poésie, Rabat, Maroc, 2004
- Le Festival international de littérature, Neptun, Roumanie, 2001